# Vincenzo Bombardieri
Vincenzo Bombardieri (Bergamo, 19 dicembre 1926 – Brembate di sopra, 19 luglio 2013) è stato un politico italiano.